# Розлом Лікіньє-Офкі
Розлом Лікіньє-Офкі — великий геологічний розлом, довжина якого становить приблизно 1200 км простягається NNE --SSW і проявляє поточну сейсмічність. Він розташований у чилійських північних Патагонських Андах. Це правосторонній внутрішньодуговий зсув.  Більшість великих стратовулканів Андійського вулканічного поясу Анд розташовані вздовж розлому, який забезпечує рух магми та гідротермальних рідин.

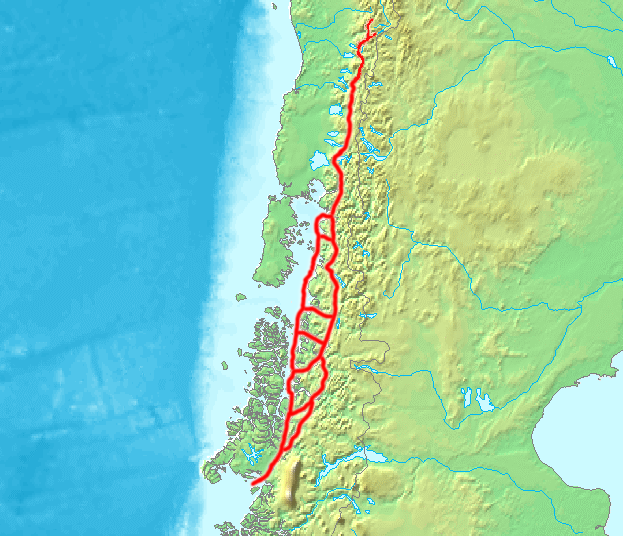
Розташування розлому Лікіньє-Офкі

Розлом перетинає кілька поперечних розломів, включаючи зону розлому Мока-Вільяріка (MVFZ) і зону розлому Біобіо-Алюміні. Розлом мав періоди пластичної деформації, пов'язаної з розміщенням плутону на великій глибині або через порівняно неглибокі інтрузії.
Сили, які переміщують розлом, є похідними від косої субдукції біля узбережжя Чилі. Це призводить до поділу деформації між зоною субдукції, переддуговою та внутрішньодуговою областю, де лежить розлом. Є докази того, що розлом зламався як M 9.07 подія під час землетрусу у Вальдівії 1960 року. Частина розлому в регіоні Айсен, ймовірно, сповзла (перемістилася) під час афтершоку через кілька тижнів після землетрусу у Вальдівії 1960 року.  У квітні 2007 року ця ж частина знову зрушила, спричинивши землетруси у фіорді Айсен, спричинивши зсуви та місцеве цунамі.
Назву розлому придумали Франсіско Ерве, І. Фуензаліда, Е. Арая та А. Солано в 1979 році. Сам розлом був вперше виокремлений чилійським урядовим агентом Гансом Штеффеном приблизно в 1900 році, який назвав його «тектонічною борозною» (ісп. surco tectónico).